# Гай Сцедий Натта Пинариан
Гай Сце́дий На́тта Пинариа́н (лат. Gaius Scoedius Natta Pinarianus; умер после 81 года) — римский политический деятель второй половины I века.

## Биография
О биографии Пинариана сохранилось мало подробностей. С июля по август 81 года он занимал должность консула-суффекта. Больше о нём ничего неизвестно.